# Чемпіонат Європи з велоспорту на треку 2023
Чемпіонат Європи з велоспорту на треку 2023 — чотирнадцятий Чемпіонат Європи з велоспорту на треку серед еліти. Проходив з 8 по 12 лютого на Tissot Velodrome в Гренхені, Швейцарія.
Програма чемпіонату 2023 року включала всі 12 олімпійських дисциплін (спринт, командний спринт, кейрін, командна гонка переслідування, медісон та омніум як для чоловіків, так і для жінок), а також у 10 неолімпійських.

## Медалісти

### Чоловіки
| Дисципліна                         | Золото                                                                          | Срібло                                                                    | Бронза                                                                       |
| Спринт                             | Гаррі Лаврейсен                                                                 | Матеуш Рудик                                                              | Раян Еляль                                                                   |
| Командний спринт                   | Нідерланди Джефрі Гогланд Гаррі Лаврейсен Рой ван ден Берг Теймен ван Лон       | Велика Британія Джек Карлін Алістер Філдінг Гейміш Тернбулл Джозеф Трумен | Франція Тіммі Гілліон Мелвін Ландерно Себастьєн Віж'є                        |
| Індивідуальна гонка переслідування | Джонатан Мілан                                                                  | Даніел Бігем                                                              | Тобіас Бук-Грамко                                                            |
| Командна гонка переслідування      | Італія Філіппо Ганна Франческо Ламон Джонатан Мілан Манліо Моро Сімоне Консонні | Велика Британія Даніел Бігем Чарлі Танфілд Ітан Вернон Олівер Вуд         | Франція Тома Дені Корантен Ермено Квентен Лафарг Бенжамін Тома Адрієн Гарель |
| Кейрін                             | Гаррі Лаврейсен                                                                 | Патрик Райковскі                                                          | Джефрі Гогланд                                                               |
| Омніум                             | Бенжамін Тома                                                                   | Сімоне Консонні                                                           | Вільям Перретт                                                               |
| Медісон                            | Німеччина Роґер Клюґе Тео Райнхардт                                             | Італія Сімоне Консонні Мікеле Скартецціні                                 | Франція Донаван Гронден Бенжамін Тома                                        |
| Гонка за очками                    | Сімоне Консонні                                                                 | Альберт Торрес                                                            | Донаван Гронден                                                              |
| Гіт (1 км)                         | Джефрі Гогланд                                                                  | Алехандро Мартінес                                                        | Максиміліан Дернбах                                                          |
| Скретч                             | Олівер Вуд                                                                      | Рой Ефтінг                                                                | Донаван Гронден                                                              |
| Гонка на вибування                 | Тім Торн Тойтенберг                                                             | Руї Олівейра                                                              | Філіп Гейнен                                                                 |

- Спортсмени, виділені курсивом, брали участь у чемпіонаті, але не змагались у фіналі.

### Жінки
| Дисципліна                         | Золото                                                                        | Срібло                                                                                      | Бронза                                                               |
| Спринт                             | Леа Фрідріх                                                                   | Пауліне Грабош                                                                              | Софі Кейвелл                                                         |
| Командний спринт                   | Німеччина Леа Фрідріх Пауліне Грабош Емма Гінце Алесса-Катріона Прьопстер     | Велика Британія Лорен Белл Емма Фінукан Кеті Марчант Софі Кейвелл                           | Нідерланди Кіра Ламберінк Гетті ван де Вау Стеффі ван дер Пеет       |
| Індивідуальна гонка переслідування | Франциска Брауссе                                                             | Джосі Найт                                                                                  | Міке Крьогер                                                         |
| Командна гонка переслідування      | Велика Британія Кеті Арчибальд Ніа Еванс Джосі Найт Анна Морріс Елінор Баркер | Італія Мартіна Альціні Еліза Бальзамо Мартіна Фіданца Вітторія Гуацціні Летиція Патерностер | Німеччина Франциска Брауссе Ліза Кляйн Міке Крьогер Лаура Зюссемільх |
| Кейрін                             | Леа Фрідріх                                                                   | Емма Фінукан                                                                                | Емма Гінце                                                           |
| Омніум                             | Кеті Арчибальд                                                                | Дарія Пікулік                                                                               | Лотте Копекі                                                         |
| Медісон                            | Велика Британія Кеті Арчибальд Елінор Баркер                                  | Франція Віктуар Берто Клара Копоні                                                          | Італія Еліза Бальзамо Вітторія Гуацціні                              |
| Гонка за очками                    | Аніта Стенберг                                                                | Шарі Боссейт                                                                                | Марі Ле Не                                                           |
| Гіт (500 м)                        | Емма Гінце                                                                    | Такі Марі-Дівін Куаме                                                                       | Хетті ван де Вау                                                     |
| Скретч                             | Марія Мартінш                                                                 | Еукене Ларрате                                                                              | Дарія Пікулік                                                        |
| Гонка на вибування                 | Лотте Копекі                                                                  | Валентін Фортен                                                                             | Майке ван дер Дейн                                                   |

## Загальний медальний залік
*   Країна-господарка ( Швейцарія)
| Місце                | Країна               | Золото | Срібло | Бронза | Загалом |
| -------------------- | -------------------- | ------ | ------ | ------ | ------- |
| 1                    | Німеччина*           | 7      | 1      | 5      | 13      |
| 2                    | Велика Британія      | 4      | 6      | 2      | 12      |
| 3                    | Нідерланди           | 4      | 1      | 5      | 10      |
| 4                    | Італія               | 3      | 3      | 1      | 7       |
| 5                    | Франція              | 1      | 3      | 7      | 11      |
| 6                    | Бельгія              | 1      | 1      | 1      | 3       |
| 7                    | Португалія           | 1      | 1      | 0      | 2       |
| 8                    | Норвегія             | 1      | 0      | 0      | 1       |
| 9                    | Польща               | 0      | 3      | 1      | 4       |
| 10                   | Іспанія              | 0      | 3      | 0      | 3       |
| Загалом (10 збірних) | Загалом (10 збірних) | 22     | 22     | 22     | 66      |

## Україна на чемпіонаті
Україну на чемпіонаті представляли серед чоловіків:
1. Богдан Данильчук
2. Владислав Денисенко
3. Михайло-Ярослав Дудко
4. Валентин Кабашний
5. Кирило Царенко
6. Микита Яковлєв

Серед жінок змагалися:
1. Алла Білецька
2. Ксенія Федотова
3. Олександра Логвинюк
4. Єлизавета Голод
5. Анна Колижук

Найкращою серед українців була Ксенія Федотова, яка посіла 9 місце у гонці на вибування.